# Novouspenivske, Huleaipole
Novouspenivske (în ucraineană Новоуспенівське) este un sat în comuna Uspenivka din raionul Huleaipole, regiunea Zaporijjea, Ucraina.

## Demografie
Componența lingvistică a localității Novouspenivske
     Ucraineană (98,18%)
     Rusă (1,82%)
Conform recensământului din 2001, majoritatea populației localității Novouspenivske era vorbitoare de ucraineană (98,18%), existând în minoritate și vorbitori de rusă (1,82%).